# Fatou Balayara
Fatou Ndiaye Balayara (Dakar, 8 febbraio 1980) è un'ex cestista senegalese.

## Carriera
Con il Senegal ha disputato i Campionati mondiali del 2002.